# Angelo Branduardi

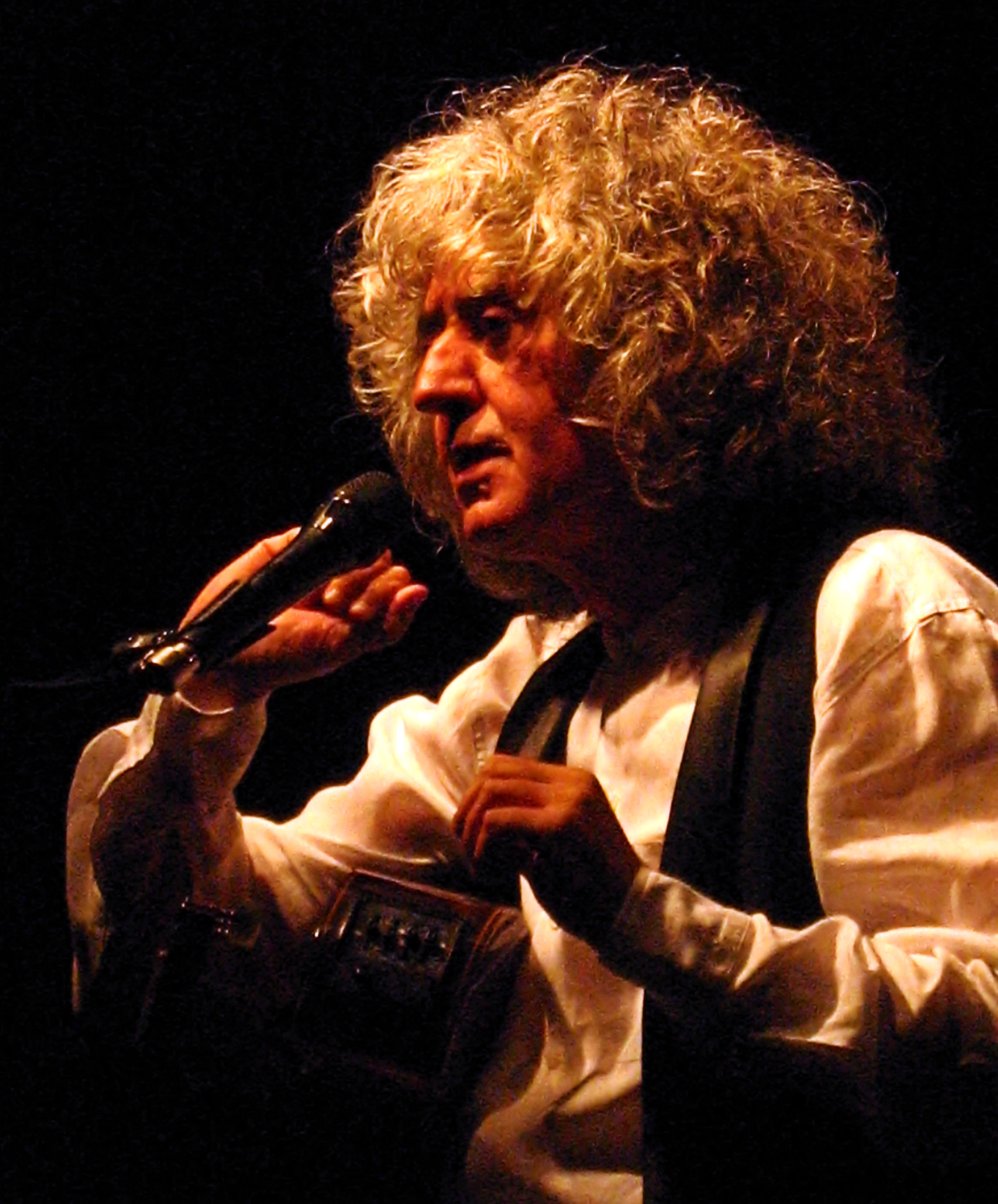
Branduardi 2008 in Dachau

Angelo Branduardi (* 12. Februar 1950 in Cuggiono bei Mailand) ist ein italienischer Musiker und Cantautore. Als Cantautore in der Nähe der Genueser Schule angesiedelt, verbindet Branduardi Alte Musik mit traditioneller Volksmusik und gibt sich stilistisch als menestrello (Ménestrel), inspiriert von der keltischen und nordeuropäischen Tradition.

## Leben

### Herkunft und Ausbildung
Angelo Branduardi wurde 1950 in Cuggiono, westlich von Mailand geboren. Wenige Monate nach seiner Geburt zog die Familie nach Genua, wo er am Conservatorio Niccolò Paganini di Genova das Violindiplom erwarb. Als er 15 Jahre alt war, zog die Familie nach Mailand, wo er sich schließlich an der Philosophischen Fakultät der Universität Mailand einschrieb. In dieser Zeit begann Branduardi, eigene Gedichte und die seiner Lieblingslyriker zu vertonen und zur Gitarre zu singen.

### Stil und Einflüsse

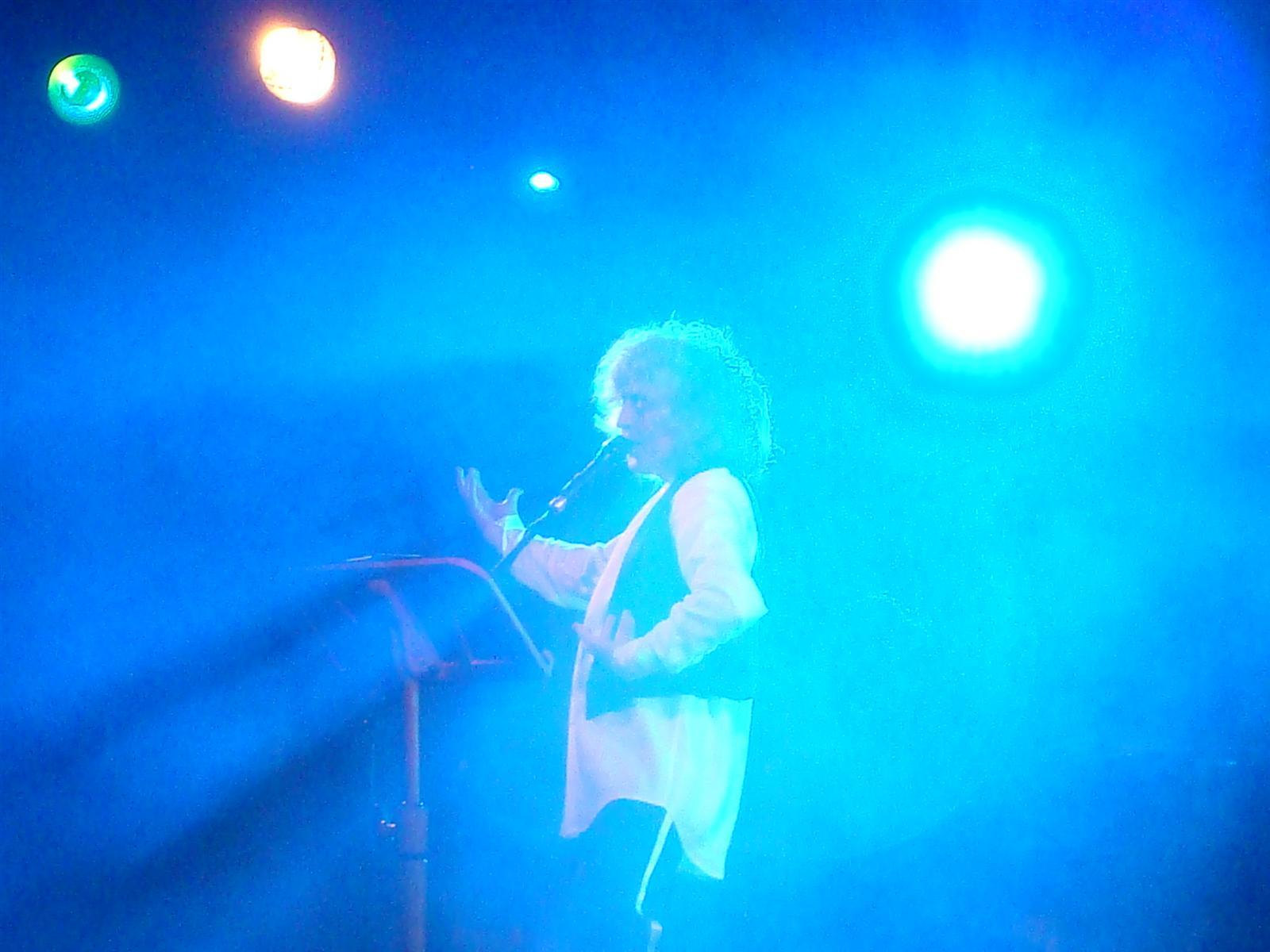
Branduardi in typischer Haltung

Seine Liedtexte, meist geschrieben von oder zusammen mit seiner Frau Luisa Zappa, sind häufig Adaptionen und Übersetzungen alter Gedichte, Sagen, Märchen, sowie Texte aus der jüdischen Überlieferung. So ist etwa das Lied Alla fiera dell’est / Highdown Fair (1976) eine Bearbeitung des jüdischen Passah-Liedes Chad gadja. Sotto il tiglio / Under the Lime Tree (1976) wiederum führt Under der linden des Minnedichters Walther von der Vogelweide weiter. In seinen Kompositionen greift Branduardi oft auf traditionelle Volkslieder und Werke der Alten Musik zurück. Beispielsweise basiert die Melodie von Ballo in fa diesis minore auf dem Stück Schiarazula Marazula aus der Sammlung Il primo libro de’ balli des Renaissancekomponisten Giorgio Mainerio aus dem 16. Jahrhundert. Ebenso beruht das Lied Donna ti voglio cantare auf einer Komposition von Pierre Attaingnant aus derselben Musikepoche. Stimmlich ist Branduardi wie sein musikalisches Vorbild Cat Stevens vor allem als Balladen-Interpret erfolgreich. Viele Instrumente spielt er auf seinen Alben selbst: Geige (sein erstes Instrument), diverse Flöten und Gitarren, Laute, Hackbrett etc.

### Karriere
1974 produzierte Paul Buckmaster sein Debütalbum Angelo Branduardi, das jedoch noch unbeachtet blieb. Der große Erfolg kam zwischen 1977 und 1979 mit den Alben Alla fiera dell’est, La pulce d’acqua und Cogli la prima mela, die ihn auch international bekannt machten. In Deutschland war Branduardi zunächst ein Insider-Tipp der Liedermacher-Szene, bis 1979 sein Lied La pulce d’acqua („Der Wasserfloh“) ein Radio-Hit wurde, auch ausgelöst durch Branduardis Europatournee im Rahmen des Projekts La Carovana del Mediterraneo. Sein erfolgreichstes Album in Deutschland ist Cogli la prima mela (1/80 D-LP 12). Von Branduardis Alben erschienen einige in englischer Übersetzung (Texte: Peter Sinfield und Keith Christmas) sowie in französischer Übersetzung (Texte: Etienne Roda-Gil). Erschienen sind fünf englischsprachige und acht französischsprachige Albumversionen. 1985 war Branduardi im Benefiz-Projekt MusicaItalia per l’Etiopia zu hören.
Nach drei Soundtracks in den 1980er Jahren (darunter „Momo“, 1985 nach Michael Ende, Regie: Johannes Schaaf) hat Branduardi sich in den 90er Jahren zunächst bodenständigeren Sounds und schließlich dem Irish Folk (Il dito e la luna, 1998) zugewandt. Im Projekt Futuro Antico („Alte Zukunft“, bisher acht Alben 1996 bis 2014) präsentiert er sich als Interpret vor allem italienischer Renaissancemusik. Sein im Jahre 2000 erschienenes Album L’infinitamente piccolo ist dem Heiligen Franziskus gewidmet und enthält 11 Lieder, die auf franziskanischen Quellen basieren.

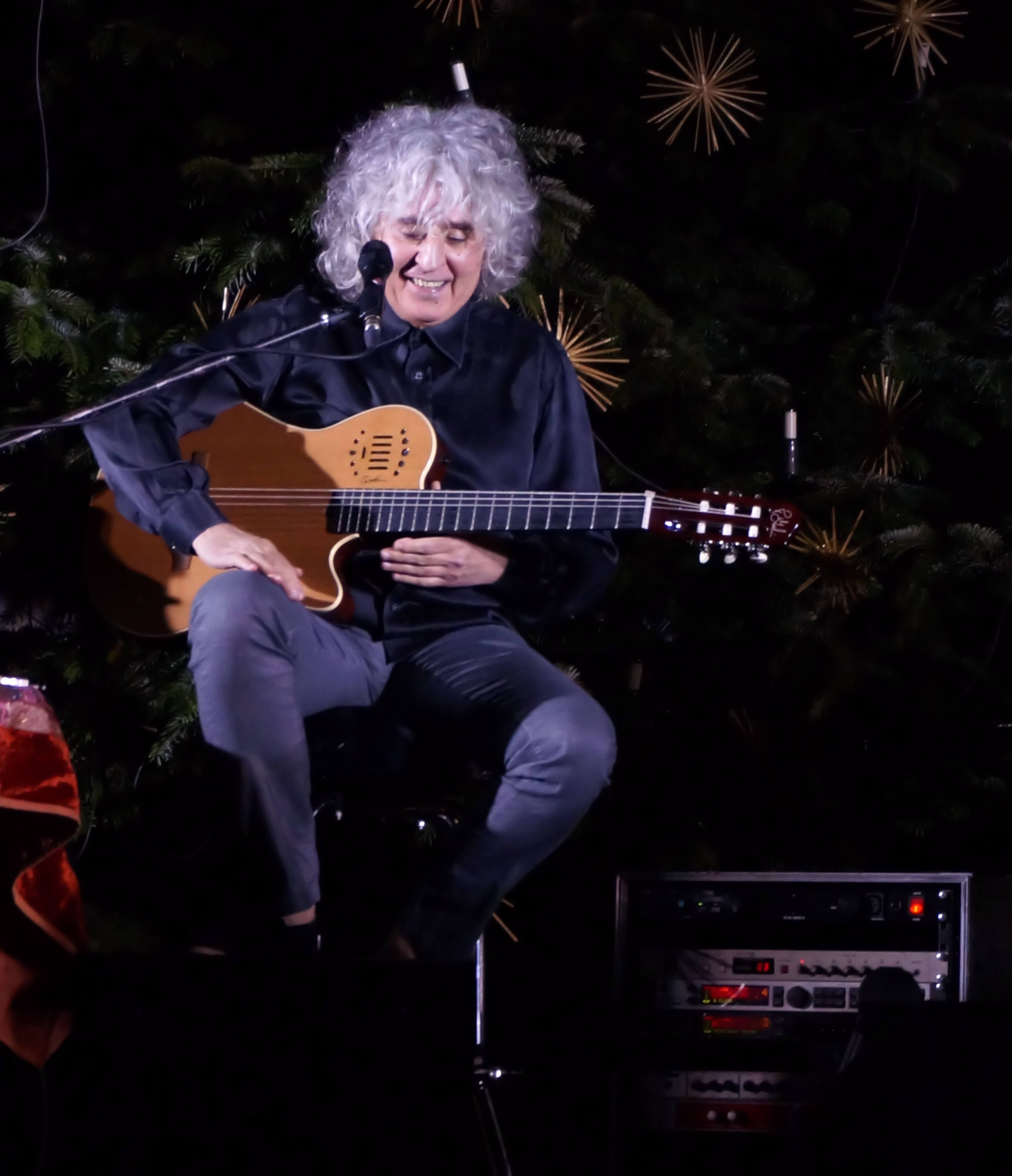
Auftaktveranstaltung Kirchentour 2014

Ab Januar 2014 präsentierte Branduardi im Rahmen seiner Kirchentour Deutschland 2014 zusammen mit einem Multi-Percussionisten und seinem Weggefährten an der Gitarre, Maurizio Fabrizio, Ausschnitte aus seinem Gesamtwerk, besonders seiner frühen Werke, sowie Lieder aus dem aktuellen Studioalbum Il Rovo e la Rosa. Die Konzerte fanden in Kirchen deutscher Großstädte statt.
2013 trat Branduardi zum ersten Mal bei den Songs an einem Sommerabend auf, 2016 spielte er mit seiner Band dort beim 30-jährigen Jubiläum, auf der CD ist er mit Alla fiera dell’est und Ballo in fa diesis minore vertreten.

## Diskografie

### Studioalben
| Jahr | Titel                                    | Höchstplatzierung, Gesamtwochen, AuszeichnungChartplatzierungen (Jahr, Titel, Platzierungen, Wochen, Auszeichnungen, Anmerkungen) | Höchstplatzierung, Gesamtwochen, AuszeichnungChartplatzierungen (Jahr, Titel, Platzierungen, Wochen, Auszeichnungen, Anmerkungen) | Höchstplatzierung, Gesamtwochen, AuszeichnungChartplatzierungen (Jahr, Titel, Platzierungen, Wochen, Auszeichnungen, Anmerkungen) | Anmerkungen                                                                    |
| Jahr | Titel                                    | IT | DE | AT | Anmerkungen                                                                    |
| ---- | ---------------------------------------- | --- | --- | --- | ------------------------------------------------------------------------------ |
| 1974 | Angelo Branduardi (1974)                 | — | — | — |                                                                                |
| 1976 | La luna                                  | IT24 (1 Wo.)IT | — | — | RCA, TPL-1 1060 erschienen 1975 1980 neu als Gulliver, la luna e altri disegni |
| 1977 | Alla fiera dell’est                      | IT2 (36 Wo.)IT | — | — | Polydor, 2448 051 erschienen 1976                                              |
| 1977 | La pulce d’acqua                         | IT1 (27 Wo.)IT | DE— GoldDE | — | Polydor, 2448 062                                                              |
| 1979 | Highdown Fair                            | — | DE47 (1 Wo.)DE | — | engl. Version von Alla fiera dell’est                                          |
| 1979 | Cogli la prima mela                      | IT3 (26 Wo.)IT | DE12 (24 Wo.)DE | — | Polydor                                                                        |
| 1981 | Branduardi ’81                           | IT11 (11 Wo.)IT | — | — | Polydor                                                                        |
| 1983 | Cercando l’oro                           | IT12 (9 Wo.)IT | DE62 (2 Wo.)DE | — | Musiza                                                                         |
| 1986 | Branduardi canta Yeats                   | IT17 (4 Wo.)IT | — | — | Musiza nach Texten von William Butler Yeats                                    |
| 1986 | Momo                                     | IT54 (5 Wo.)IT | — | — | Soundtrack von Momo                                                            |
| 1993 | Si può fare                              | IT10 (8 Wo.)IT | — | — | EMI                                                                            |
| 1995 | Domenica e lunedì                        | — | — | AT27 (8 Wo.)AT | erschienen 1993                                                                |
| 1998 | Il dito e la luna                        | IT17 (18 Wo.)IT | — | — |                                                                                |
| 2000 | L’infinitamente piccolo                  | IT11 (23 Wo.)IT | — | — |                                                                                |
| 2003 | Altro ed altrove                         | IT7 (16 Wo.)IT | — | — |                                                                                |
| 2007 | Futuro antico IV: Venezia e il carnevale | IT60 (2 Wo.)IT | — | — |                                                                                |
| 2011 | Così è se mi pare                        | IT29 (5 Wo.)IT | — | — |                                                                                |
| 2013 | Il rovo e la rosa                        | IT38 (2 Wo.)IT | — | — |                                                                                |

Weitere Alben
- 1983 – State buoni se potete (Soundtrack)
- 1988 – Pane e rose
- 1988 – Secondo Ponzio Pilato (Soundtrack)
- 1990 – Il ladro
- 1996 – Futuro Antico I
- 1999 – Futuro Antico II: Sull’orme dei patriarchi
- 2002 – Futuro Antico III: Mantova. La musica alla corte dei Gonzaga
- 2009 – Futuro Antico V: Musica della Serenissima
- 2010 – Futuro Antico VI: Roma e la festa di San Giovanni
- 2011 – Futuro Antico VII: Il carnevale Romano
- 2014 – Futuro antico VIII: Trentino: musica alla corte dei Principi vescovi

### Kompilationen (Auswahl)
| Jahr | Titel                                                        | Höchstplatzierung, Gesamtwochen, AuszeichnungChartplatzierungen (Jahr, Titel, Platzierungen, Wochen, Auszeichnungen, Anmerkungen) | Höchstplatzierung, Gesamtwochen, AuszeichnungChartplatzierungen (Jahr, Titel, Platzierungen, Wochen, Auszeichnungen, Anmerkungen) | Höchstplatzierung, Gesamtwochen, AuszeichnungChartplatzierungen (Jahr, Titel, Platzierungen, Wochen, Auszeichnungen, Anmerkungen) | Anmerkungen |
| Jahr | Titel                                                        | IT | DE | AT | Anmerkungen |
| ---- | ------------------------------------------------------------ | --- | --- | --- | ----------- |
| 1992 | Confessioni di un malandrino. Il meglio di Angelo Branduardi | IT18 (2 Wo.)IT | — | — | Polydor     |
| 1999 | Studio Collection                                            | IT7 (8 Wo.)IT | — | — |             |
| 2005 | The Platinum Collection                                      | IT19 (8 Wo.)IT | — | — |             |
| 2012 | Camminando camminando 2                                      | IT84 (1 Wo.)IT | — | — |             |

### Livealben
| Jahr | Titel                 | Höchstplatzierung, Gesamtwochen, AuszeichnungChartplatzierungen (Jahr, Titel, Platzierungen, Wochen, Auszeichnungen, Anmerkungen) | Höchstplatzierung, Gesamtwochen, AuszeichnungChartplatzierungen (Jahr, Titel, Platzierungen, Wochen, Auszeichnungen, Anmerkungen) | Höchstplatzierung, Gesamtwochen, AuszeichnungChartplatzierungen (Jahr, Titel, Platzierungen, Wochen, Auszeichnungen, Anmerkungen) | Anmerkungen |
| Jahr | Titel                 | IT | DE | AT | Anmerkungen |
| ---- | --------------------- | --- | --- | --- | ----------- |
| 1996 | Camminando camminando | IT30 (9 Wo.)IT | — | AT41 (3 Wo.)AT |             |
| 2009 | Senza spina           | IT41 (8 Wo.)IT | — | — |             |

Weitere Livealben
- 1980 – Concerto
- 2015 – Camminando camminando in tre

### Singles (Auswahl)
| Jahr | Titel               | Höchstplatzierung, Gesamtwochen, AuszeichnungChartplatzierungen (Jahr, Titel, Platzierungen, Wochen, Auszeichnungen, Anmerkungen) | Höchstplatzierung, Gesamtwochen, AuszeichnungChartplatzierungen (Jahr, Titel, Platzierungen, Wochen, Auszeichnungen, Anmerkungen) | Höchstplatzierung, Gesamtwochen, AuszeichnungChartplatzierungen (Jahr, Titel, Platzierungen, Wochen, Auszeichnungen, Anmerkungen) | Anmerkungen |
| Jahr | Titel               | IT | DE | AT | Anmerkungen |
| ---- | ------------------- | --- | --- | --- | ----------- |
| 1977 | Alla fiera dell’est | IT4 (20 Wo.)IT | — | — |             |
| 1978 | La pulce d’acqua    | IT6 (25 Wo.)IT | — | — |             |
| 1979 | Cogli la prima mela | IT4 (21 Wo.)IT | — | — |             |

## Belege
1. ↑  Angelo Branduardi. In: Albo d’oro. Musica e dischi, abgerufen am 28. Januar 2018 (italienisch).
2. ↑  Musik aus der Magie in: Die Zeit vom 30. September 1983
3. ↑  Archivierte Kopie (Memento vom 31. Mai 2014 im Internet Archive)
4. 1 2 3  Chartquellen (Alben):
  - M&D-Chartarchiv. Musica e dischi, archiviert vom Original (nicht mehr online verfügbar) am 18. Mai 2015; abgerufen am 7. September 2016 (italienisch, kostenpflichtiger Abonnement-Zugang; IT bis 1994).  Info: Der Archivlink wurde automatisch eingesetzt und noch nicht geprüft. Bitte prüfe Original- und Archivlink gemäß Anleitung und entferne dann diesen Hinweis.
  - Guido Racca & Chartitalia: Top 100 FIMI Album. Lulu, 2013, S. 82 (IT 1995–2012).
  - Alben von Angelo Branduardi. In: Italiancharts.com. Hung Medien, abgerufen am 7. September 2016 (IT seit 2000).
  - Angelo Branduardi. In: Offizielle deutsche Charts. GfK Entertainment, abgerufen am 7. September 2016 (DE).
  - Alben von Angelo Branduardi. In: Austriancharts.at. Hung Medien, abgerufen am 7. September 2016 (AT).
5. ↑  M&D-Chartarchiv. Musica e dischi, archiviert vom Original (nicht mehr online verfügbar) am 18. Mai 2015; abgerufen am 7. September 2016 (italienisch, kostenpflichtiger Abonnement-Zugang; IT bis 1994).  Info: Der Archivlink wurde automatisch eingesetzt und noch nicht geprüft. Bitte prüfe Original- und Archivlink gemäß Anleitung und entferne dann diesen Hinweis.

| Personendaten    | Personendaten         |
| ---------------- | --------------------- |
| NAME             | Branduardi, Angelo    |
| KURZBESCHREIBUNG | italienischer Musiker |
| GEBURTSDATUM     | 12. Februar 1950      |
| GEBURTSORT       | Cuggiono bei Mailand  |